# 報喜希臘正教堂
報喜希臘正教堂（Annunciation Greek Orthodox Church）是一處位於美國威斯康辛州的教堂。1956年由建築師法蘭克·洛伊·萊特所設計，於1962年完工。1974年列入美國國家史蹟名錄。
這做教堂是萊特最後的幾件作品之一，建築到他死後才完成。